# Jan Denef
Jan Denef (* 4. September 1951 in Mechelen) ist ein belgischer Mathematiker, der sich mit Modelltheorie, algebraischer Geometrie und Zahlentheorie beschäftigt.

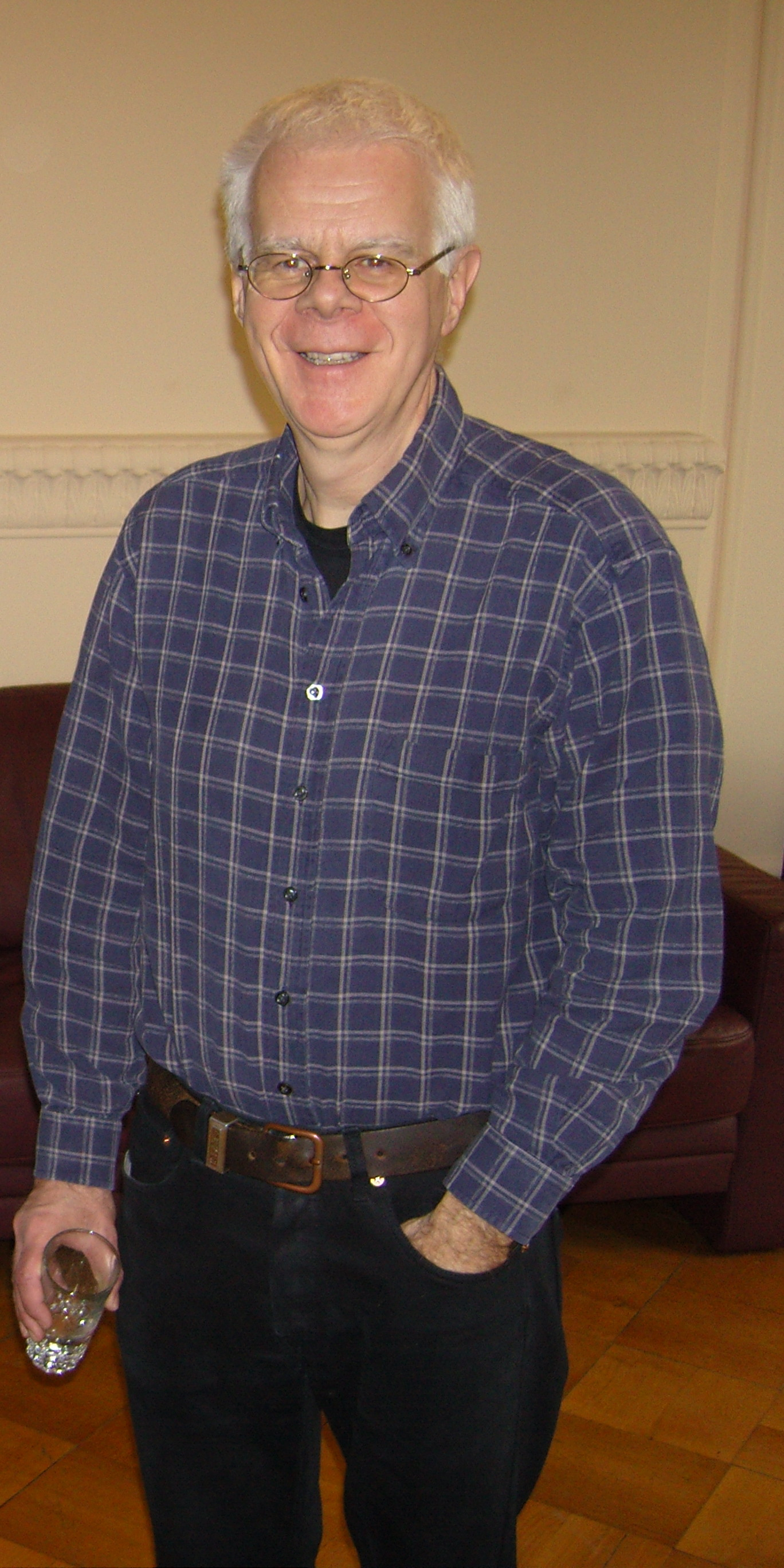
Jan Denef

## Leben
Denef studierte an der Katholischen Universität Löwen, wo er 1975 mit einer Arbeit über Hilberts 10. Problem promoviert wurde. Er war dort Assistent von Bouckaert und Alfons Borgers. 1978/79 war er am Institute for Advanced Study. Später war er Professor an der Katholischen Universität Löwen.
Denef beschäftigte sich mit dem 10. Hilbert-Problem. Mit François Loeser entwickelte er die Theorie motivischer Integration (ein Begriff der von Maxim Kontsevich eingeführt wurde). 2008 gab er einen geometrischen Beweis einer Vermutung von  Jean-Louis Colliot-Thélène, die das Ax-Kochen-Theorem von James Ax und Simon Kochen verallgemeinert.
Er war Invited Speaker auf dem Internationalen Mathematikerkongress (ICM) 2002 in Peking (Motivic integration and the Grothendieck Group of pseudo-finite fields) und auf dem Europäischen Mathematikerkongress 2000 mit Loeser (Geometry on arc spaces of algebraic varieties).
Zu seinen Doktoranden gehört Johannes Nicaise.

## Schriften
- Herausgeber mit Pheidas, van Geel, Lipshitz: Hilberts tenth problem: relations with arithmetic and algebraic geometry, American Mathematical Society 2000 (Konferenz an der Universität Gent 1999)